# Onuphis gygis
Onuphis gygis är en ringmaskart som beskrevs av Paxton 1979. Onuphis gygis ingår i släktet Onuphis och familjen Onuphidae. Inga underarter finns listade i Catalogue of Life.